# شپش گیاهی جهنده
شپش گیاهی جهنده (نام علمی: Psyllidae) نام یک تیره از زیرراسته سینه‌بینیان است.